# 2018년 동계 올림픽 쇼트트랙 여자 500m
2018년 동계 올림픽의 쇼트트랙 여자 500m는 2018년 2월 10일부터 2월 13일까지 대한민국 강릉시 강릉 아이스 아레나에서 진행되었다. 예선은 2월 10일에, 준준결선부터 결선까지는 2월 13일에 열린다. 경기 결과 이탈리아의 아리안나 폰타나가 사상 첫 올림픽 금메달을 차지하였다. 대한민국의 최민정은 2위로 결승선을 통과했지만 킴 부탱과의 접촉 과정에서 반칙이 인정되어 실격되었으며, 쇼트트랙에서 대한민국이 메달을 따지 못한 유일한 종목으로 남게 됐다.

## 출전권 예선
2017-18 ISU 쇼트트랙 월드컵 기간 동안의 경기 결과에 따른 세계랭킹에 따라 각국에 일정 쿼터가 배정된다. 한 국가가 받을 수 있는 최대 쿼터수는 그 국가가 계주 경기에 참가하면 남녀당 5쿼터까지, 계주 경기에 참가하지 않으면 3쿼터까지이다. 개최국인 대한민국은 10쿼터를 자동으로 부여받는다. 
여자 500m 종목에는 총 32명분 쿼터가 배정됐다.

## 결과

### 예선
Q – 준준결승에 진출
ADV – 피반칙으로 진출
PEN – 페널티
| 순위 | 조 | 이름                    | 국가           | 시간     | 비고  |
| ---- | -- | ----------------------- | -------------- | -------- | ----- |
| 1    | 1  | 킴 부탱                 | 캐나다         | 43.634   | Q     |
| 2    | 1  | 나탈리아 말리셰프스카   | 폴란드         | 43.725   | Q     |
| 3    | 1  | 라나 게링               | 미국           | 43.825   |       |
| 4    | 1  | 루차 페레티             | 이탈리아       | 43.994   |       |
| 1    | 2  | 아리안나 폰타나         | 이탈리아       | 43.214   | Q     |
| 2    | 2  | 케슬레르 언드레어       | 헝가리         | 43.274   | Q     |
| 3    | 2  | 캐스린 톰슨             | 영국           | 1:08.896 |       |
| 4    | 2  | 쉬자너 스휠팅           | 네덜란드       | DNF      |       |
| 1    | 3  | 소피야 프로스비르노바   | 러시아 출신    | 43.376   | Q     |
| 2    | 3  | 야라 판 케르크호프      | 네덜란드       | 43.430   | Q     |
| 3    | 3  | 비앙카 발터             | 독일           | 43.541   |       |
| 4    | 3  | 기쿠치 스미레           | 일본           | 44.838   |       |
| 1    | 4  | 엘리스 크리스티         | 영국           | 42.872   | Q, OR |
| 2    | 4  | 취춘위                  | 중화인민공화국 | 42.971   | Q     |
| 3    | 4  | 심석희                  | 대한민국       | 43.048   |       |
| 4    | 4  | 베로니크 피에롱         | 프랑스         | 43.148   |       |
| 1    | 5  | 판커신                  | 중화인민공화국 | 43.350   | Q     |
| 2    | 5  | 마미 비니               | 미국           | 43.665   | Q     |
| 3    | 5  | 김아랑                  | 대한민국       | 43.724   |       |
| 4    | 5  | 아나스타시야 크레스토바 | 카자흐스탄     | 43.821   |       |
| 1    | 6  | 마르티나 발체피나       | 이탈리아       | 43.698   | Q     |
| 2    | 6  | 한위퉁                  | 중화인민공화국 | 43.719   | Q     |
| 3    | 6  | 티파니 위오마르샹       | 프랑스         | 44.659   |       |
|      | 6  | 제이미 맥도널드         | 캐나다         |          | PEN   |
| 1    | 7  | 마리안 생젤레           | 캐나다         | 43.437   | Q     |
| 2    | 7  | 아나 자이델             | 독일           | 43.742   | Q     |
| 3    | 7  | 라라 판 라위번          | 네덜란드       | 43.771   |       |
| 4    | 7  | 마그달레나 바라콤스카   | 폴란드         | 44.311   |       |
| 1    | 8  | 최민정                  | 대한민국       | 42.870   | Q, OR |
| 2    | 8  | 야서파티 페트러         | 헝가리         | 55.670   | Q     |
| 3    | 8  | 예미나 말라기치         | 러시아 출신    | 56.830   |       |
| 4    | 8  | 샬럿 길마틴             | 영국           |          | PEN   |

### 준준결승
Q – 준결승에 진출
ADV – 피반칙으로 진출
PEN – 페널티
| 순위 | 조 | 이름                  | 국가           | 시간   | 비고  |
| ---- | -- | --------------------- | -------------- | ------ | ----- |
| 1    | 1  | 아리안나 폰타나       | 이탈리아       | 43.128 | Q     |
| 2    | 1  | 야라 판 케르크호프    | 네덜란드       | 43.197 | Q     |
| 3    | 1  | 나탈리아 말리셰프스카 | 폴란드         | 43.384 |       |
|      | 1  | 마리안 생젤레         | 캐나다         |        | PEN   |
| 1    | 2  | 엘리스 크리스티       | 영국           | 42.703 | Q, OR |
| 2    | 2  | 킴 부탱               | 캐나다         | 42.789 | Q     |
| 3    | 2  | 케슬레르 언드레어     | 헝가리         | 43.053 |       |
| 4    | 2  | 아나 자이델           | 독일           | 44.325 |       |
| 1    | 3  | 소피야 프로스비르노바 | 러시아 출신    | 43.466 | Q     |
| 2    | 3  | 판커신                | 중화인민공화국 | 43.485 | Q     |
| 3    | 3  | 한위퉁                | 중화인민공화국 | 43.627 |       |
| 4    | 3  | 마미 비니             | 미국           | 44.772 |       |
| 1    | 4  | 취춘위                | 중화인민공화국 | 42.954 | Q     |
| 2    | 4  | 최민정                | 대한민국       | 42.996 | Q     |
| 3    | 4  | 마르티나 발체피나     | 이탈리아       | 43.023 |       |
| 4    | 4  | 야서파티 페트러       | 헝가리         | 43.043 |       |

### 준결승
QA – 파이널 A에 진출
QB – 파이널 B에 진출
ADV – 피반칙으로 진출
PEN – 페널티
| 순위 | 조 | 이름                  | 국가           | 시간   | 비고   |
| ---- | -- | --------------------- | -------------- | ------ | ------ |
| 1    | 1  | 최민정                | 대한민국       | 42.422 | QA, OR |
| 2    | 1  | 아리안나 폰타나       | 이탈리아       | 42.635 | QA     |
| 3    | 1  | 소피야 프로스비르노바 | 러시아 출신    | 43.219 | QB     |
|      | 1  | 판커신                | 중화인민공화국 |        | PEN    |
| 1    | 2  | 야라 판 케르크호프    | 네덜란드       | 43.182 | QA     |
| 2    | 2  | 엘리스 크리스티       | 영국           | 43.184 | QA     |
| 3    | 2  | 킴 부탱               | 캐나다         | 43.234 | ADV    |
|      | 2  | 취춘위                | 중화인민공화국 |        | PEN    |

### 파이널 A
파이널 B는 소피야 프로스비르노바만 진출하게 되어 진행되지 않았다.
| 순위 | 이름               | 국가     | 시간     | 비고 |
| ---- | ------------------ | -------- | -------- | ---- |
| 1    | 아리안나 폰타나    | 이탈리아 | 42.569   |      |
| 2    | 야라 판 케르크호프 | 네덜란드 | 43.256   |      |
| 3    | 킴 부탱            | 캐나다   | 43.881   |      |
| 4    | 엘리스 크리스티    | 영국     | 1:23.063 |      |
|      | 최민정             | 대한민국 |          | PEN  |

## 범례
|  | 세계 신기록                  |  |                   | 아프리카 신기록 |                      | Q | 예선 통과 |
|  | 올림픽 신기록                |  | 북아메리카 신기록 | DNS             | 경기를 시작하지 않음 |   |           |
|  |                              |  | 아시아 신기록     | DNF             | 경기를 마치지 않음   |   |           |
|  | 국가 신기록                  |  | 유럽 신기록       | DSQ             | 실격                 |   |           |
|  | 개인 최고 기록 (개인 신기록) |  | 오세아니아 신기록 | WD              | 기권                 |   |           |
|  | 시즌 최고 기록 (시즌 신기록) |  | 남아메리카 신기록 | NM              | 기록 없음            |   |           |

### 쇼트트랙
| ADV | 피반칙으로 다음 라운드 진출 |  |  | QA | 결승전 A (메달 경쟁) |  |  | QB | 결승전 B (메달 없음) |